# Sei gesegnet ohne Ende
Sei gesegnet ohne Ende, auch bekannt als die Kernstock-Hymne, war von 1929 bis 1938 die Bundeshymne der Ersten österreichischen Republik sowie des Ständestaats.

## Geschichte der Hymne
Zur Hymne der Ersten Republik wurde, wenngleich nie offiziell, im Jahr 1920 zunächst die sogenannte Renner-Kienzl-Hymne Deutschösterreich, du herrliches Land. Sie konnte sich aber letztlich gegen die seit Generationen vor allem den bürgerlichen Schichten wohlvertraute, in verschiedensten Fassungen im Kaisertum Österreich als Volkshymne gesungene Kaiserhymne mit der Melodie von Joseph Haydn nicht durchsetzen. Dies gelang ihr selbst dann noch nicht, als am 11. August 1922 der deutsche Reichspräsident Friedrich Ebert das Deutschlandlied mit derselben Melodie von Haydn offiziell zur deutschen Nationalhymne erklärte.
Zur zweiten Hymne der Ersten Republik sowie des austrofaschistischen Ständestaats wurde 1929 an ihrer Stelle – nachdem es bereits 1922 Vorstöße gegeben hatte, sie zur Nationalhymne  zu erheben – auf Antrag des christlich-sozialen Heeresministers Carl Vaugoin die Kernstock-Hymne, die 1920 von Ottokar Kernstock verfasst worden war. Sie wurde wie die Volkshymne zur Haydn-Melodie gesungen, die dritte Strophe („Osterland bist du geheißen“) wurde allerdings nicht Teil der Hymne.
„Sei gesegnet ohne Ende“ war nicht der einzige Vorschlag für eine österreichische Nationalhymne. Anton Wildgans etwa schlug im Februar 1929 Richard Strauss vor, eines seiner Gedichte als Österreichisches Lied zu vertonen, was Richard Strauss zwar tat (Trenner 259, Asow op. 78; Uraufführung am 10. Jänner 1930 im Großen Saal des Wiener Musikvereins), allerdings in einer wenig volkstümlichen, da nicht leicht singbaren Weise:
| |  |  |  |
| Wo sich der ewige Schnee Spiegelt im Alpensee, Sturzbach am Fels zerstäubt, Eingedämmt Werke treibt, […] Österreich heißt das Land! Da er’s mit gnädiger Hand Schuf, und so reichbegabt, Gott hat es liebgehabt! |  |  |  |
| |  |  |  |

Die Bestimmung der Kernstockhymne als zur Haydn-Melodie zu singender Nationalhymne führte allerdings bis 1938 zu einem österreichischen Hymnenchaos, da die Tendenz dieser polarisierten Zeit dahin ging, parteipolitische Lieder statt patriotischer Gesänge anzustimmen. Dekretierte etwa der Wiener Stadtschulrat, dass „Deutschland über alles“ zu singen sei, so konterte das Unterrichtsministerium mit einem Erlass, dass ausschließlich die Kernstockhymne verwendet werden dürfe. Je nach politischer Ausrichtung der Singenden konnte der Haydn-Melodie die Kernstock-Hymne, die francisco-josephinische Volkshymne oder „Deutschland, Deutschland über alles“ unterlegt werden, so dass das Singen der Hymne zu öffentlichen Anlässen unter Umständen in mehr als einer Hinsicht in Dissonanzen enden konnte.
Ab 1936 war es im Zuge des Märtyrerkults um Engelbert Dollfuß üblich, vor allem bei schulischen Gelegenheiten gleich nach der Nationalhymne mit derselben Ehrenbezeugung das Lied der Jugend zu singen.
Populär ist die Kernstock-Hymne jedoch ebenso wenig geworden wie die Renner-Kienzl-Hymne. Die eine wie die andere war nach dem Ende des Dritten Reiches obsolet, und es wurden keine Versuche zu ihrer Wiederbelebung unternommen.

## Text der Hymne
| | | | |
| 1. Sei gesegnet ohne Ende, Heimaterde wunderhold! Freundlich schmücken dein Gelände Tannengrün und Ährengold. Deutsche Arbeit, ernst und ehrlich, Deutsche Liebe, zart und weich – Vaterland, wie bist du herrlich, Gott mit dir, mein Österreich! | 2. Keine Willkür, keine Knechte, Off’ne Bahn für jede Kraft! Gleiche Pflichten, gleiche Rechte, Frei die Kunst und Wissenschaft! Starken Mutes, festen Blickes, Trotzend jedem Schicksalsstreich Steig empor den Pfad des Glückes, Gott mit dir, mein Österreich! | 3. Osterland bist du geheißen, Und von Osten kommt das Licht. Nacht und Finsternis zerreißen, Wenn es durch die Wolken bricht. Seht verklärten Angesichtes Den ersehnten Tag vor euch! Land der Freiheit, Land des Lichtes, Gott mit dir, Deutschösterreich! | 4. Lasst, durch keinen Zwist geschieden, Uns nach einem Ziele schau’n, Lasst in Eintracht und in Frieden Uns am Heil der Zukunft bau’n! Unsres Volkes starke Jugend Werde ihren Ahnen gleich, Sei gesegnet, Heimaterde, Gott mit dir, mein Österreich! |
| | | | |

Der ursprüngliche Text Kernstocks unterschied sich in einigen Formulierungen von der als Nationalhymne übernommenen Fassung. So fand sich in der ersten Strophe anstatt Heimaterde die Formulierung deutsche Heimat, und an der Stelle des Wortes ehrlich stand redlich. In der ersten wie auch in der zweiten Strophe wurde in der Urfassung außerdem anstatt der Worte mein Österreich die Bezeichnung Deutschösterreich verwendet, wie es in der obenstehenden Fassung auch in der nicht übernommenen dritten Strophe zu sehen ist. Die Formulierung mein Österreich in der vierten Strophe ist jedoch authentisch.